# Parkes-Observatorium
Koordinaten: 33° 0′ 0″ S, 148° 15′ 44″ O

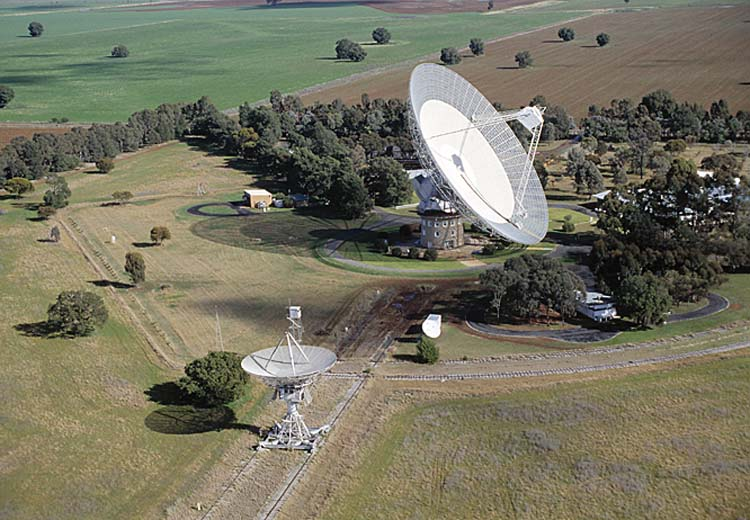
Luftaufnahme des Parkes-Observatoriums

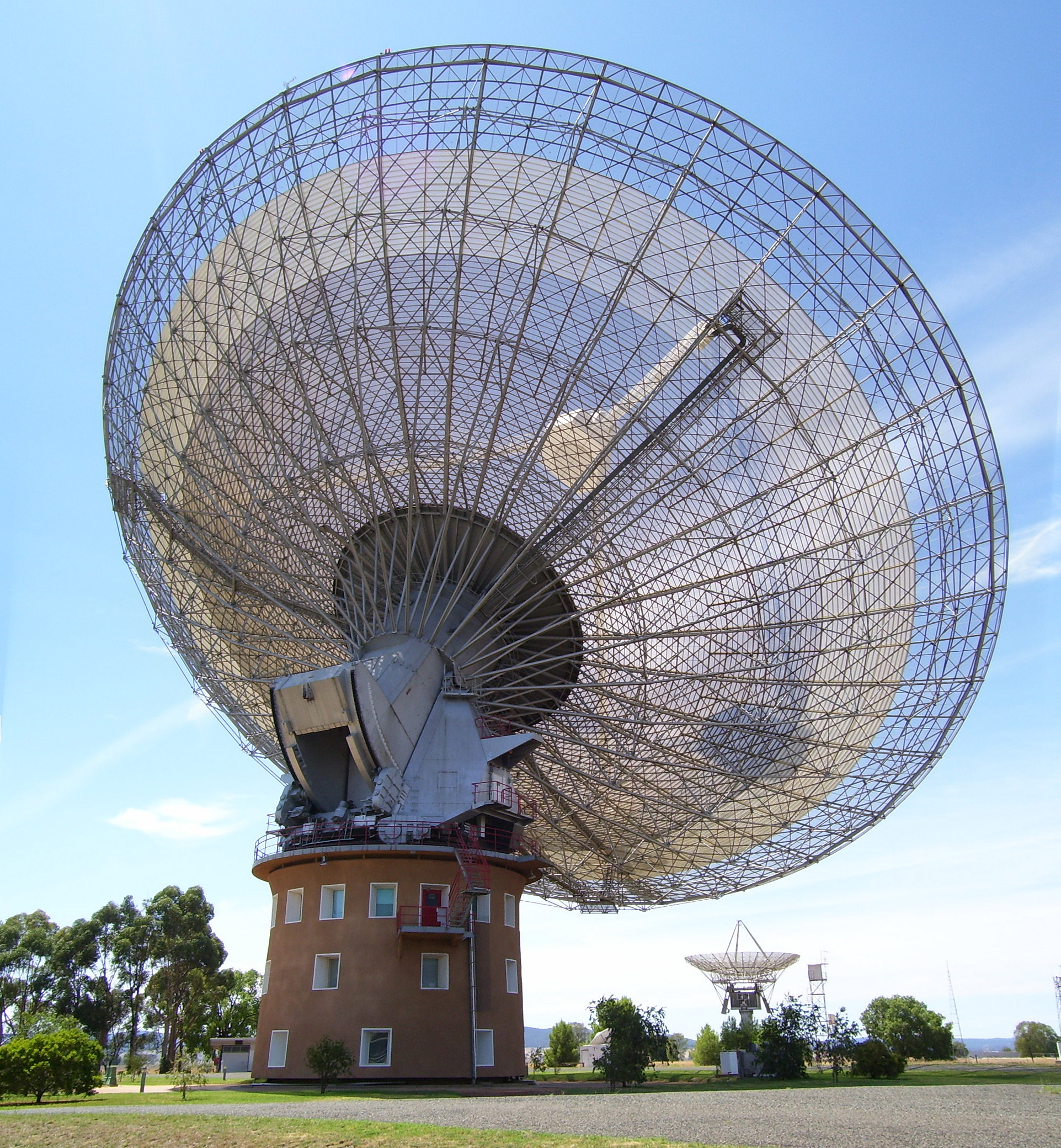
Das große Radioteleskop

Das Parkes-Observatorium ist ein Radioobservatorium in Australien und wurde 1960 vom MAN-Werk Gustavsburg konstruiert und erbaut. Sein Standort in 392 m Höhe ist 20 km von Parkes, New South Wales entfernt. Es wurde vor allem durch die Übertragung der ersten Mondlandung an den Rest der Welt bekannt.
In den 2010er Jahren wurde damit begonnen, das Observatorium für Breakthrough Listen zu nutzen.

## Teleskop
Hauptinstrument ist das Parkes-Radioteleskop, das mit 64 Meter Antennendurchmesser lange das größte bewegliche Teleskop seiner Art in der südlichen Hemisphäre war. Es wurde 1961 errichtet und  ist seitdem fast ständig im Einsatz. Die Antenne wurde das Design-Vorbild für die ersten 64-Meter-Antennen für das Deep Space Network der NASA. Später wurde die Innenseite in der Mitte mit einem glatten Metall ausgekleidet, um auch Mikrowellen im Zentimeter- und Millimeterbereich zu erfassen. Der äußere Rand blieb ein feines Metallgitter. Das alles gibt der Schüssel ein markantes Aussehen.
Das Teleskop wird mit Hilfe einer azimutalen Montierung ausgerichtet, die in den Askania-Werken konstruiert wurde. Dabei wird es durch ein kleines Teleskop in derselben Struktur geleitet, welches aber mit einer parallaktischen Montierung versehen ist. Die beiden werden beim Verfolgen eines astronomischen Objektes dynamisch mit einem Laser-System miteinander verbunden.
Die Empfängerkabine im Fokus der Parabolschüssel wird von drei Streben in 27 Meter Höhe gehalten. Sie enthält verschiedene Messinstrumente für Radio- und Mikrowellen, welche für Untersuchungen in den Fokus gerichtet werden können.
Das Observatorium ist Teil der Australia Telescope National Facility, einem Netz von Radioteleskopen. Sehr häufig arbeitet es mit dem Australia Telescope Compact Array in Narrabri und einer einzelnen Antenne in Mopra nach dem Verfahren der Very Long Baseline Interferometry zusammen.
Während des Apollo-Programms der NASA diente das Radioteleskop auch zur Kommunikation und Telemetrie, wenn der Mond nur auf der australischen Seite der Erde zu sehen war, falls die eigentliche NASA-Bodenstation Honeysuckle Creek technische Probleme haben sollte. Dies wurde auch 2000 in The Dish, einem Spielfilm mit Sam Neill in der Hauptrolle, dargestellt.
Einige der unzähligen Aufgaben des Radioteleskops waren und sind die entfernungssensitive Suche nach Signaturen des Wasserstoffes als Indikator für Galaxien (HIPASS-Projekt) und Arbeiten für das SETI-Projekt. 
Wenn besondere Situationen es erfordern, kann die Antenne auch als DSS-49 des Deep Space Networks zugeschaltet werden und die Empfangsmöglichkeiten des Canberra Deep Space Communication Complexes erweitern. Als Voyager 2 im November 2018 die Heliopause durchquerte, tat man dies (und verschob andere wissenschaftliche Aktivitäten), um eine möglichst gute Datenübertragung zu der Raumsonde zu ermöglichen.

## Perytons
Im Jahr 1998 wurden im Parkes-Observatorium kurze Radiosignale festgestellt, die man Peryton taufte. Erst 2015 konnte ein Ursprung der Signale festgestellt werden: Ein Mikrowellenherd in der Küche der Einrichtung erzeugte sie, wenn im Betrieb die Tür geöffnet wurde. Es ist allerdings immer noch nicht geklärt, ob dies die einzige Ursache für die Erzeugung von Perytons ist.